# Interior Gateway Routing Protocol
Interior Gateway Routing Protocol（IGRP）は、ルーティングプロトコルの一つ。
自律システム (AS) 内のルーティングを行うInterior Gateway Protocol（IGP）の通信プロトコルである。
また、距離ベクトル型（DVA）のルーティングを行う距離ベクトル型ルーティングプロトコル（ディスタンスベクタルーティング）である。
シスコシステムズが開発した。自律システム（AS）内のルーター間でルーティングデータの交換に使われた。
IGRPは独自プロトコルであり、大規模ネットワークでRIPを使ったときの制約（最大ホップ数が15までで、単一のルーティング統計情報しかない）への対処の1つとして開発された。IGRPはルート毎に複数の統計情報をサポートし、帯域幅、遅延、負荷、MTU、信頼性などがある。2つのルートがあるとき、事前に調整可能な計算式でそれら統計情報を組み合わせて1つの統計量とし、ルート選択に利用する。IGRPでの最大ホップ数は255（デフォルトでは100）で、ルーティングの更新は（デフォルトでは）90秒毎にブロードキャストされる。
IGRPはCIDRの導入される以前のクラスを考慮したルーティングプロトコルである。したがってサブネットマスクを扱えず、全てのアドレスをクラスA、B、Cに分類して扱う。このようなプロトコルはIPアドレス枯渇問題の原因の1つとされ、廃れていった。

## 拡張
IPアドレス枯渇問題などへの対策として、シスコはEIGRP (Enhanced Interior Gateway Routing Protocol) を開発した。EIGRPは可変長サブネットマスク (VLSM) に対応し、ルーティング性能を強化しループのない環境を提供する拡散更新アルゴリズム (DUAL) を採用している。シスコはIGRPからEIGRPへの切り替えを進め、IGRPは既に使われていない。既に歴史的プロトコルになったと言える。シスコのIOSでもバージョン12.3以降ではIGRPはサポートされていない。CCNAの新しいカリキュラム（バージョン4）でもIGRPは過去のプロトコルとして少し言及しているだけである。